# Ламбер Бриџ (Северна Каролина)
Ламбер Бриџ (енгл. Lumber Bridge) град је у америчкој савезној држави Северна Каролина.

## Демографија
По попису из 2010. године број становника је 94, што је 24 (-20,3%) становника мање него 2000. године.
| Група             | 2000.      | 2010.      |
| Белци             | 96 (81,4%) | 71 (75,5%) |
| Афроамериканци    | 13 (11,0%) | 15 (16,0%) |
| Азијати           | 0 (0,0%)   | 1 (1,1%)   |
| Хиспаноамериканци | 1 (0,8%)   | 3 (3,2%)   |
| Укупно            | 118        | 94         |